# Président du Parlement des Fidji
Pour la liste des présidents de la Chambre des représentants (1970-2006), voir l'article: Chambre des représentants (Fidji).

Le poste de président du Parlement de la république des Fidji est créé et défini par la Constitution adoptée en 2013, qui instaure un système monocaméral, en lieu et place du précédent système bicaméral datant de 1972.
L'article 77 de la Constitution dispose qu'après toute élection législative, les députés élisent un président à la majorité simple. Le président du Parlement doit être choisi parmi les personnes qui n'en sont pas membres (mais qui y seraient éligibles). Le président doit « maintenir l'ordre » durant les sessions de l'assemblée, « en accord avec la tradition parlementaire », et a pour devoir d'être impartial. En cas d'incapacité, ses fonctions sont assurées par un vice-président. Le vice-président du Parlement est élu par les députés en même temps que le président, mais (à l'inverse du président) il est choisi parmi leurs membres.
À la suite des élections législatives de septembre 2014, le Premier ministre Voreqe Bainimarama demande à la députée Jiko Luveni, de son parti Fidji d'abord, de briguer la présidence du Parlement. À cet effet, elle démissionne de son poste de députée. Le parti ayant une majorité absolue au Parlement, son élection n'est qu'une formalité. Le 6 octobre, elle devient ainsi la première femme à présider une assemblée législative aux Fidji,,. Rupeni Nadalo, député du parti Fidji d'abord, est quant à lui élu vice-président du Parlement. 
Jiko Luveni meurt subitement le 22 décembre 2018 « après une courte maladie », moins d'un mois après avoir été reconduite à la présidence pour un second mandat. Ratu Epeli Nailatikau, ancien président de la République, est élu à sa succession en février 2019. Le grand chef Ratu Naiqama Lalabalavu, ayant échoué à conserver son siège de député aux élections législatives de 2022, est élu président du Parlement par la nouvelle coalition majoritaire à l'assemblée.
Après son élection à la présidence de la République, il est remplacé le 12 novembre 2024 par Filimoni Jitoko.
Liste
| Président | Président               | Président | Dates du mandat  | Dates du mandat  | Parti              | Remarques | Vice-président       | Vice-président                                                                                    | Vice-président   | Dates du mandat  | Dates du mandat  | Parti                            | Remarques |
| --------- | ----------------------- | --------- | ---------------- | ---------------- | ------------------ | --- | -------------------- | ------------------------------------------------------------------------------------------------- | ---------------- | ---------------- | ---------------- | -------------------------------- | --------- |
| 1         | Jiko Luveni             |           | 6 octobre 2014   | 22 décembre 2018 | Fidji d'abord      | Élue députée ; démissionne pour briguer la présidence. Première femme à présider le corps législatif dans l'histoire des Fidji. Meurt en fonction. | 1                    | Rupeni Nadalo                                                                                     |                  | 6 octobre 2014   | 26 novembre 2018 | Fidji d'abord                    | -         |
| 1         | Jiko Luveni             | 2         | 6 octobre 2014   | 22 décembre 2018 | Fidji d'abord      | Élue députée ; démissionne pour briguer la présidence. Première femme à présider le corps législatif dans l'histoire des Fidji. Meurt en fonction. | Veena Bhatnagar (en) |                                                                                                   | 26 novembre 2018 | 24 décembre 2022 | Fidji d'abord    | -                                |           |
| 2         | Ratu Epeli Nailatikau   | 2         |                  | 11 février 2019  | 24 décembre 2022   | Indépendant | Veena Bhatnagar (en) | Chef autochtone, militaire puis diplomate de carrière. Président de la République de 2009 à 2015. | 26 novembre 2018 | 24 décembre 2022 | Fidji d'abord    | -                                |           |
| 3         | Ratu Naiqama Lalabalavu |           | 24 décembre 2022 | 12 novembre 2024 | Alliance populaire | - | 3                    | Lenora Qereqeretabua                                                                              |                  | 24 décembre 2022 | en cours         | Parti de la fédération nationale | -         |
| 2         | Filimone Jitoko         |           | 12 novembre 2024 | en cours         | Indépendant        | | 3                    | Lenora Qereqeretabua                                                                              |                  | 24 décembre 2022 | en cours         | Parti de la fédération nationale | -         |